# Erica mammosa
Erica mammosa es una especie perteneciente a la familia Ericaceae originaria del sudoeste de la Provincia Occidental del Cabo, Sudáfrica.

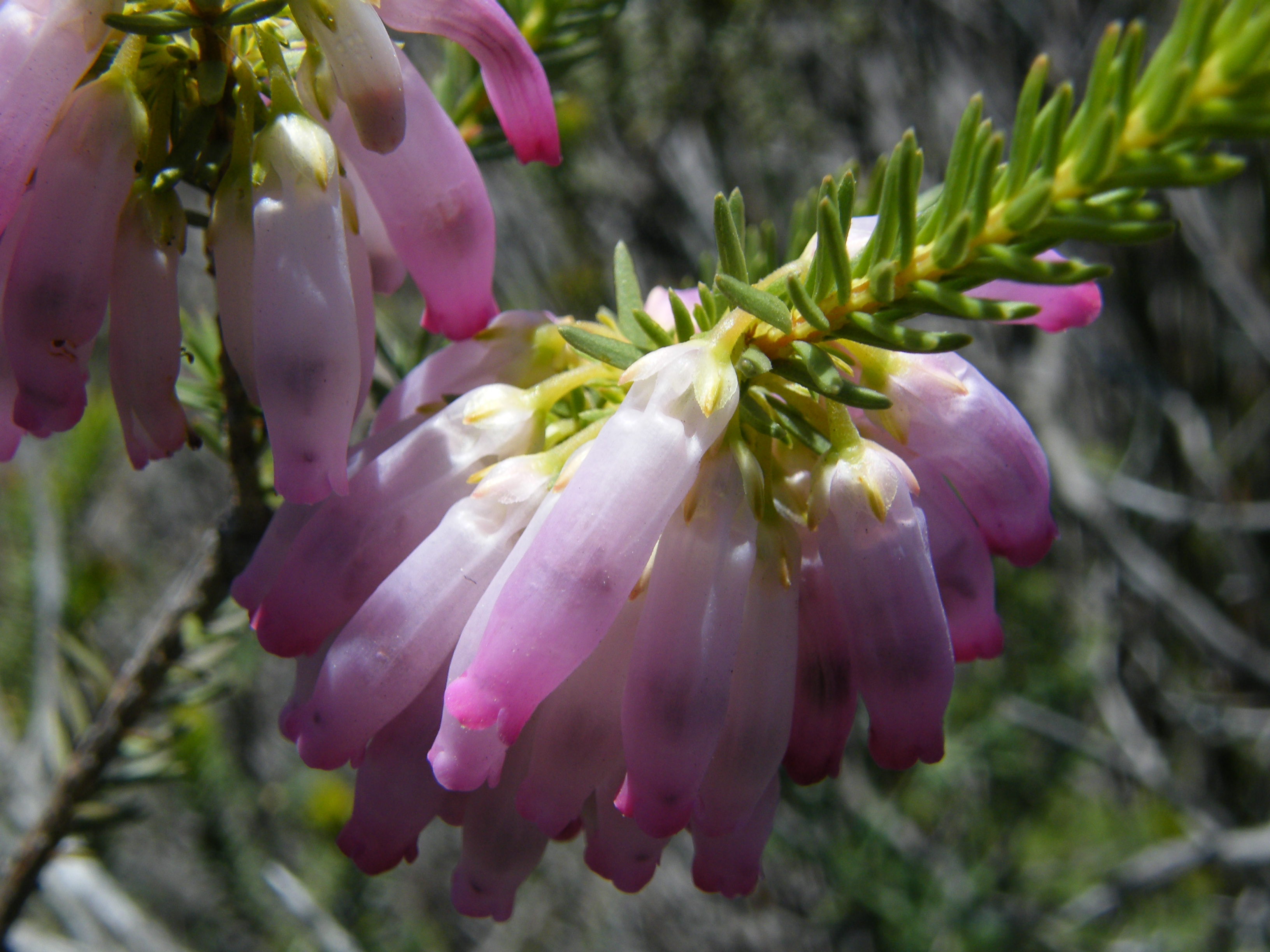
Inflorescencia

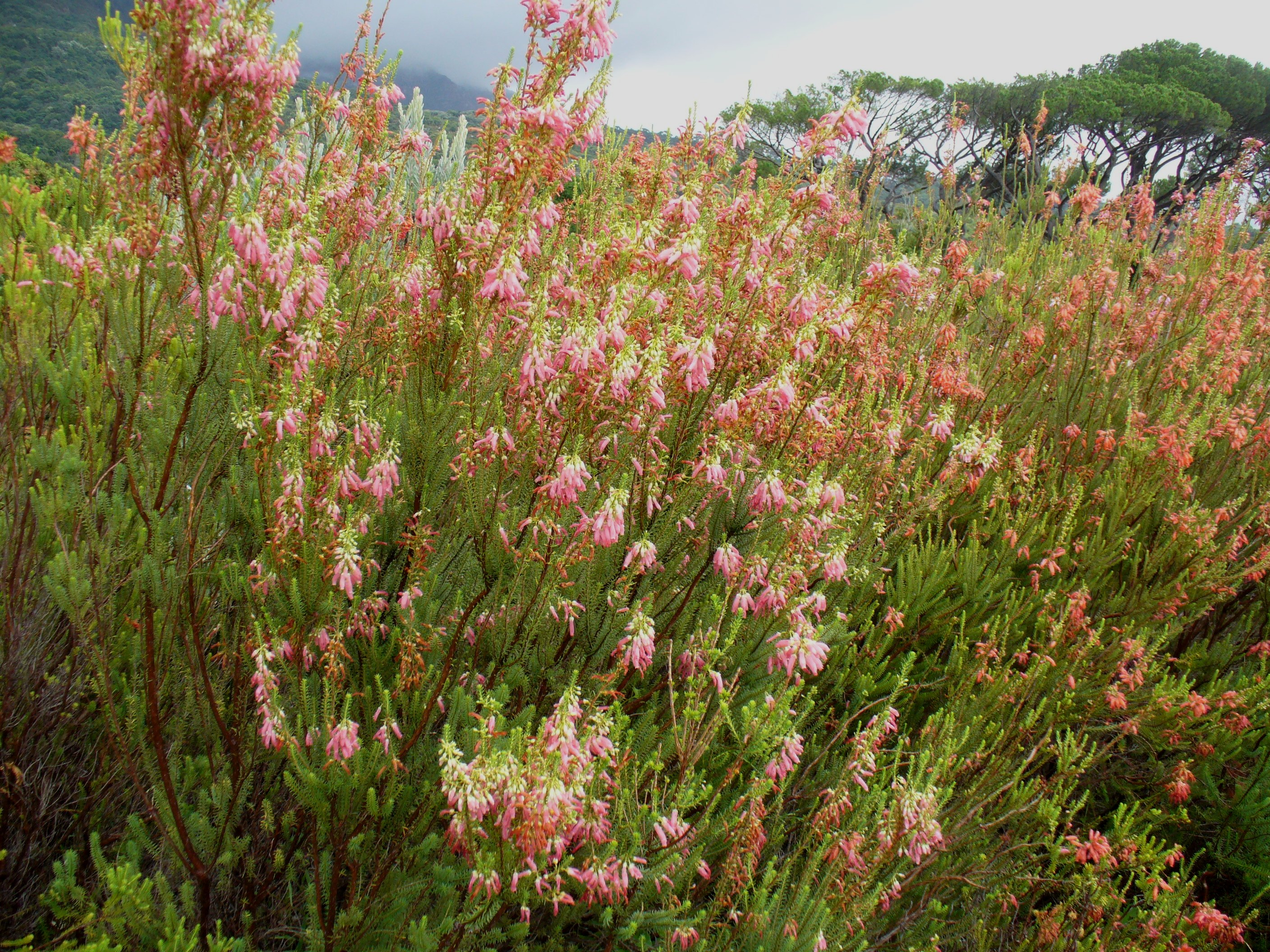
Planta en su hábitat

## Descripción
Erica mammosa es un arbusto de crecimiento lento y de larga vida, robusto, erguido, bien ramificado de 0,5-1,0 m de altura. Tiene pequeñas hojas lineares, de 6-10 mm de largo, dispuestas en verticilos de 4 a 6. Las flores son tubulares con una boca cerrada y de 15-20 mm de largo. Forman densas inflorescencias de  hasta 200 mm de largo, hacia las puntas de las ramas principales. Las flores se encuentran solas o en parejas en la axila de una hoja. El color de las flores varía de una localidad a otra y de arbusto en arbusto, que van desde el naranja-rojo, morado, crema oscuro, de color rojo, verde y blanco, con varios tonos de rosa. Estas atractivas flores brillantes se pueden encontrar durante todo el año pero principalmente en verano y otoño (diciembre a abril). Después de la polinización de las flores, cada una tiene una fruta con 4 lóculos o cámaras que contienen numerosas semillas pequeñas. Las semillas se caen cuando están maduras.

## Taxonomía
Erica mammosa fue descrita por  Richard Anthony Salisbury y publicado en Mantissa Plantarum 2: 235. 1771.
Etimología
Erica: nombre genérico que deriva del griego antiguo ereíkē (eríkē); latínizado erice, -es f. y erica = "brezo" en general, tanto del género Erica L. como la Calluna vulgaris (L.) Hull, llamada brecina.
mammosa: epíteto latíno que significa "con mamas" y se refiere a la forma de ubre de las flores.
Sinonimia
- Erica abietina P.J.Bergius
- Erica alveiflora Salisb.
- Erica coralloides Tausch
- Erica gelida Andrews
- Erica gilva J.C.Wendl.
- Erica laxa Lam.
- Erica laxa Thunb.
- Erica quadrifossa Salisb.
- Erica rigens Benth.
- Erica rigescens Bartl.
- Erica speciosa Schneev.
- Erica verticillata Andrews )
- Ericoides gilvum (J.C.Wendl.) Kuntze
- Ericoides laxum (Thunb.) Kuntze
- Ericoides mammosum (L.) Kuntze
- Syringodea gilva G.Don
- Syringodea mammosa G.Don
- Syringodea verticillata G.Don[4]